# Cyanea (chi sứa)
Cyanea là một chi sứa trong họ Cyaneidae.

## Các loài
- Cyanea annasethe Haeckel 1880
- Cyanea annaskala von Lendenfeld,1884
- Cyanea buitendijki Stiasny, 1919
- Cyanea capillata (Linnaeus, 1758)
- Cyanea citrae (Kishinouye, 1910)
- Cyanea ferruginea Eschscholtz, 1929
- Cyanea fulva Agassiz, 1862
- Cyanea lamarckii Péron & Lesueur, 1809
- Cyanea mjobergi Stiasny 1921
- Cyanea muellerianthe Haacke, 1887
- Cyanea nozakii Kishinouye, 1891
- Cyanea postelsi Brandt, 1838
- Cyanea purpurea Kishinouye, 1910
- Cyanea rosea Quoy & Gaimard 1824